# ویکتور اندرس
ویکتور اندرس (انگلیسی: Víctor Andrés؛ زادهٔ ۲۱ اکتبر ۱۹۸۸) بازیکن فوتبال اهل اسپانیا است.
از باشگاه‌هایی که در آن بازی کرده‌است می‌توان به باشگاه فوتبال نومانسیا اشاره کرد.